# Jogos Olímpicos de Inverno de 1984
Os Jogos Olímpicos de Inverno de 1984, oficialmente XIV Jogos Olímpicos de Inverno, foram um evento multiesportivo celebrados entre 7 e 19 de fevereiro em Sarajevo, na então República Federal Socialista da Iugoslávia, hoje Bósnia e Herzegovina. Contou com a participação de 1272 atletas de 49 países.
Sarajevo obteve o direito de sediar os Jogos ao derrotar as cidades de Sapporo, no Japão e Gotemburgo, na Suécia, no processo de candidatura. Foi a primeira vez que uma edição das Olimpíadas de Inverno foram celebradas em um país de regime socialista e a segunda vez em toda a história dos Jogos Olímpicos (Moscou sediou os Jogos Olímpicos de Verão de 1980).

## Locais de competição
Cidade

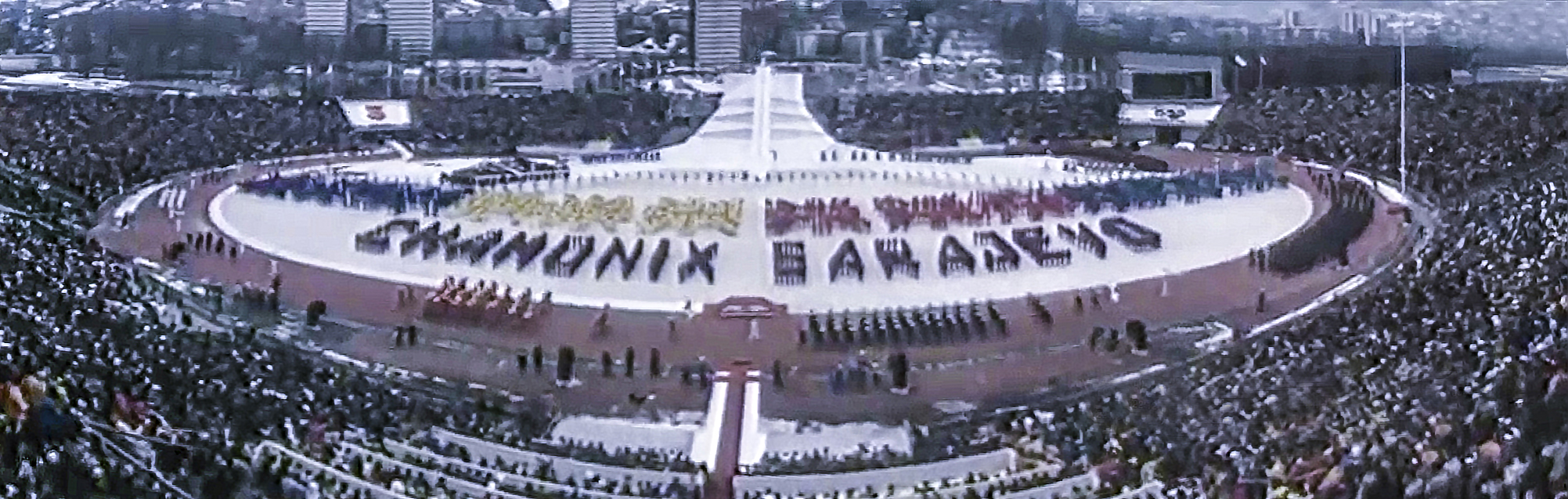
Cerimônia de abertura.

- Estádio Koševo – cerimônia de abertura
- Zetra Ice Hall – patinação artística, hóquei no gelo (final), cerimônia de encerramento
- Zetra Ice Rink – patinação de velocidade
- Skenderija II Hall – hóquei no gelo

Montanhas
- Bjelašnica – esqui alpino (masculino)
- Jahorina – esqui alpino (feminino)
- Igman, Veliko Polje – esqui cross-countr, combinado nórdico (esqui cross-country), biátlo
- Igman Olympic Jumps – combinado nórdico (salto em esqui), salto em esqui
- Sarajevo Olympic Bobsleigh and Luge Track at Mt. Trebević – bobsled, luge

Outros locais
- Vila Olímpica, Mojmilo
- Centro de Imprensa, Dobrinja
- Hotéis: Igman (Igman), Famos (Bjelašnica), Smuk (Bjelašnica), Bistrica (Jahorina)

## Modalidades disputadas
- Biatlo
- Bobsleigh
- Combinado nórdico
- Esqui alpino
- Esqui cross-country
- Hóquei no gelo
- Luge
- Patinação artística
- Patinação de velocidade
- Salto de esqui

Esporte de demonstração
- Esqui adaptado

## Países participantes

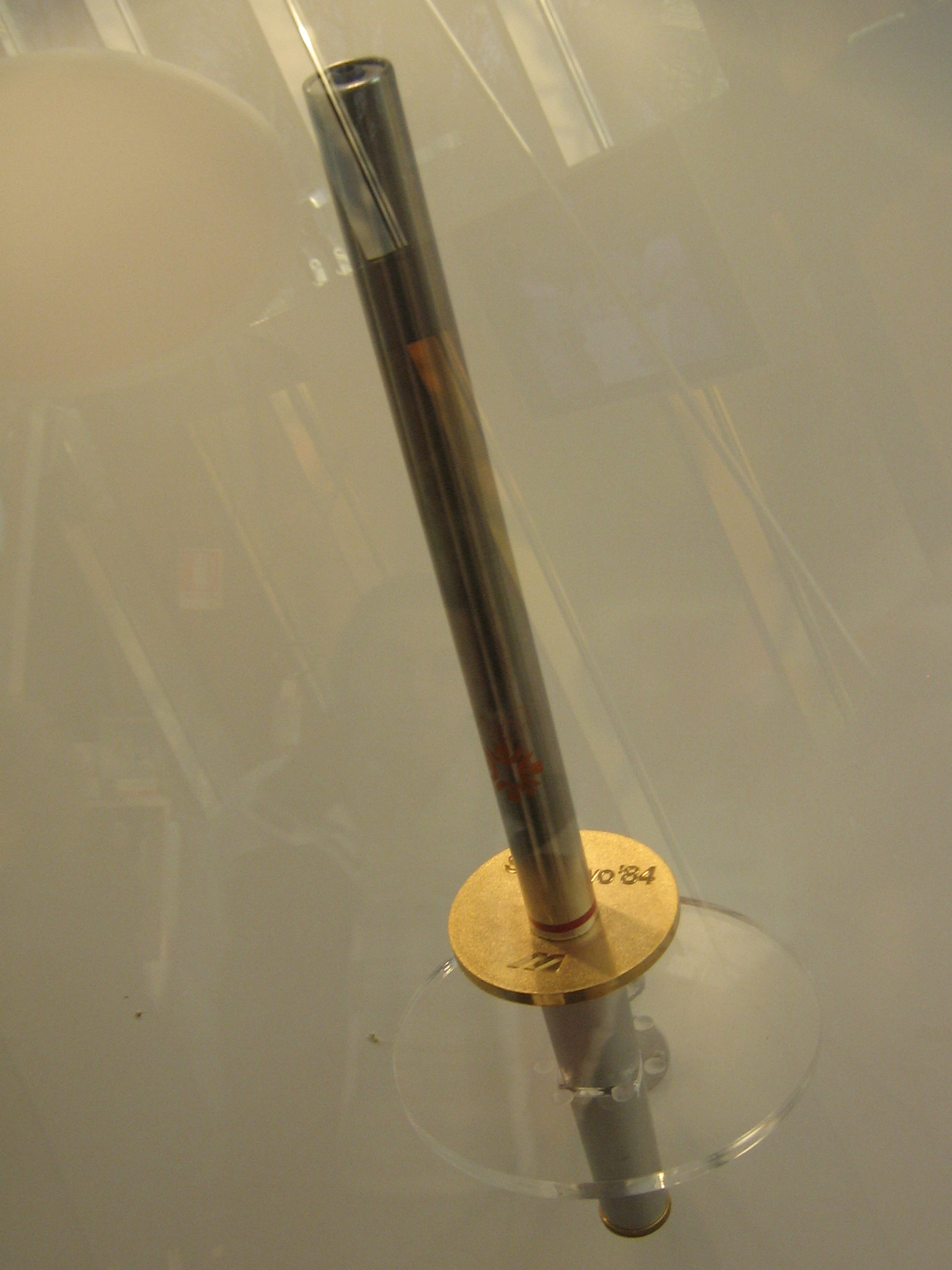
Tocha dos Jogos Olímpicos de Inverno de 1984

Um total de 49 nações enviaram representantes para os Jogos. Egito, Ilhas Virgens Britânicas, Mônaco, Porto Rico e Senegal enviaram atletas pela primeira vez. A República da China que havia boicotado os Jogos anteriores, retornou, mas competindo sob o nome "Taipé Chinês".
Na lista abaixo, o número entre parênteses indica o número de atletas por cada nação nos Jogos:
- FRG Alemanha Ocidental (84)
- GDR Alemanha Oriental (57)
- AND Andorra (2)
- ARG Argentina (18)
- AUS Austrália (10)
- AUT Áustria (65)
- BEL Bélgica (4)
- BOL Bolívia (3)
- BUL Bulgária (16)
- CAN Canadá (67)
- TCH Checoslováquia (50)
- CHI Chile (4)
- CHN China (37)
- CYP Chipre (5)
- PRK Coreia do Norte (6)
- KOR Coreia do Sul (15)
- CRC Costa Rica (4)
- EGY Egito (1)
- ESP Espanha (13)
- USA Estados Unidos (107)
- FIN Finlândia (45)
- FRA França (32)
- GBR Grã-Bretanha (30)
- GRE Grécia (6)
- HUN Hungria (9)
- IVB Ilhas Virgens Britânicas (1)
- ISL Islândia (5)
- ITA Itália (74)
- YUG Iugoslávia (72)
- JPN Japão (39)
- LIB Líbano (4)
- LIE Liechtenstein (10)
- MAR Marrocos (4)
- MEX México (1)
- MON Mônaco (1)
- MGL Mongólia (4)
- NOR Noruega (58)
- NZL Nova Zelândia (6)
- NED Países Baixos (13)
- POL Polônia (30)
- PUR Porto Rico (1)
- ROM Romênia (19)
- SMR San Marino (3)
- SEN Senegal (1)
- SWE Suécia (60)
- SUI Suíça (42)
- TPE Taipé Chinês (12)
- TUR Turquia (7)
- URS União Soviética (101)

## Quadro de medalhas
| Ordem | País                  | Medalha de ouro | Medalha de prata | Medalha de bronze |    |
| ----- | --------------------- | --------------- | ---------------- | ----------------- | -- |
| 1     | GDR Alemanha Oriental | 9               | 9                | 6                 | 24 |
| 2     | URS União Soviética   | 6               | 10               | 9                 | 25 |
| 3     | USA Estados Unidos    | 4               | 4                |                   | 8  |
| 4     | FIN Finlândia         | 4               | 3                | 6                 | 13 |
| 5     | SWE Suécia            | 4               | 2                | 2                 | 8  |
| 14    | YUG Iugoslávia        |                 | 1                |                   | 1  |

Fonte: Comitê Olímpico Internacional (Quadro de medalhas - Sarajevo 1984)